# 다키정 (효고현)
다키정(多紀町)은 효고현 다키군에 설치되었던 정이다. 현재의 단바사사야마시 동쪽 끝에 해당한다.

## 역사
- 1955년 4월 15일 - 후쿠스미촌, 오쿠모촌, 무라쿠모촌이 합병해 다키촌이 성립하였다.
- 1960년 1월 1일 - 정으로 승격해 다키정이 되었다.
- 1975년 3월 28일 - 사사야마정, 다키정과 합병해 새로운 사사야마정이 성립하였다. 동일 다키정은 폐지되었다.

## 교통

### 철도
- 일본국유철도 사사야마선 (1972년 폐지)

### 도로
- 국도 제173호선 (일본)(일본어판)

현재 구촌역을 통과하고 있는 국도 372호는 폐지 직후인 1975년 4월 1일 지정.
2019년 현재 진희 그린버스와 게이한 교토 교통의 노선버스가 운행되고 있다.